# Fosse iliaque (région de l'abdomen)

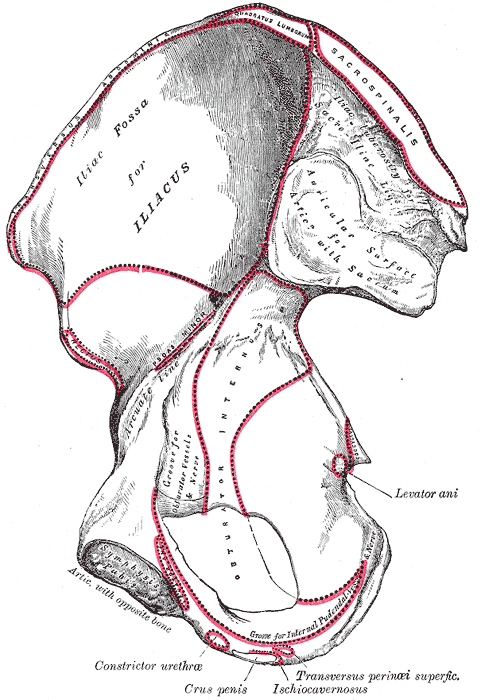
Fosse iliaque, en haut à gauche.

La fosse iliaque est une région paire de l'abdomen chez l'humain. Les deux fosses iliaques se situent de chaque côté de l'hypogastre. La fosse iliaque droite contient notamment le cæcum et, le plus souvent, l'appendice.